# AmazonFACE
AmazonFACE é um programa científico criado e coordenado pelo Ministério da Ciência, Tecnologia e Inovação (MCTI) em 2015. É considerado o principal projeto de cooperação científica entre o Brasil e o Reino Unido, envolvendo parcerias institucionais com o Instituto Nacional de Pesquisas da Amazônia (Inpa), a Universidade Estadual de Campinas (Unicamp) e o Met Office, o instituto meteorológico britânico.
O projeto investiga os impactos do aumento do dióxido de carbono (CO₂) atmosférico na floresta amazônica, com o objetivo de compreender como as mudanças climáticas podem afetar a vegetação, a biodiversidade e os serviços ecossistêmicos da região. A principal pergunta científica do programa é: "Como as mudanças climáticas afetarão a floresta amazônica, a biodiversidade que abriga e os serviços ecossistêmicos que ela fornece à humanidade?"
O experimento utiliza a metodologia FACE (Free-Air CO₂ Enrichment), aplicada em diferentes regiões do mundo, mas adaptada às especificidades ecológicas e culturais da Amazônia. A complexidade do bioma amazônico exige abordagens integradas que considerem tanto os aspectos ecológicos quanto as interações humanas.
Uma das áreas científicas do AmazonFACE é a socioambiental, dedicada à análise dos impactos das mudanças climáticas e do aumento de CO₂ sobre os serviços ecossistêmicos oferecidos pela floresta, considerando as populações locais. Esta linha integra conhecimentos ecológicos tradicionais, experimentação de campo e modelagem computacional, promovendo a interdisciplinaridade entre ciência e política pública.
Além da área socioambiental, o programa é composto por outros cinco componentes científicos:
- Carbono: estuda os fluxos e o armazenamento de carbono nos diferentes compartimentos da floresta;
- Nutrientes: investiga os ciclos de nitrogênio e fósforo e suas limitações diante do enriquecimento de CO₂;
- Água: analisa alterações no ciclo hidrológico da floresta;
- Biodiversidade: examina como espécies vegetais tropicais com diferentes características funcionais respondem ao ambiente enriquecido com CO₂;
- Modelagem: integra os dados obtidos em modelos computacionais capazes de projetar cenários futuros para a Amazônia, identificar lacunas de conhecimento e subsidiar políticas climáticas.

Essas áreas formam uma base interdisciplinar para a compreensão da resposta da floresta amazônica às mudanças climáticas nas próximas décadas.